# Pesca a mosca ahogada

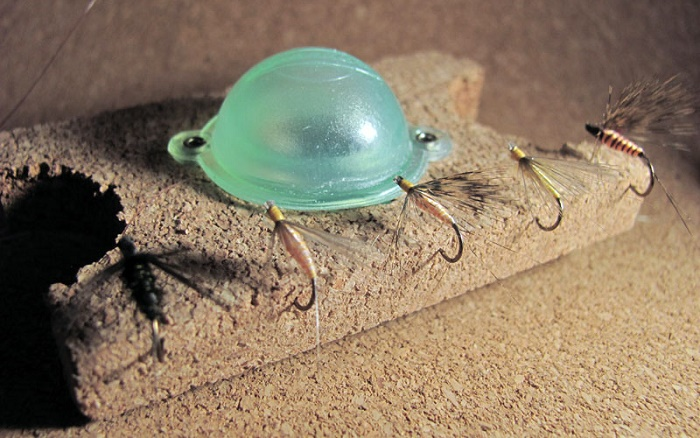
Aparejo de cinco moscas ahogadas al estilo tradicional leonés

La pesca con mosca ahogada, también denominada "pesca con pluma", "pesca a la leonesa", "con mosca de León", "con bulle d'eau", "con bulbo" o "con buldo", es una técnica tradicional de pesca a mosca (generalmente para la pesca de truchas) que emplea unos aparejos muy característicos de varias moscas ahogadas y una boya transparente de plástico que se rellena de agua. Se manejan con cañas de lance ligero armadas con carretes de lance y sedal de nylon (generalmente con secciones entre 0,18 y 0,20 mm). Este elemento es el que da origen al nombre "bulle d'eau" (bola de agua), y se mantiene flotando a media altura sobre la superficie del agua, lo que permite a las moscas ahogadas navegar a la profundidad adecuada, sumergidas unos pocos centímetros bajo la superficie. Además da peso para permitir el lance y mantener la tensión del sedal durante la recogida.

## Generalidades
Su origen parece tener lugar en Francia, desde donde se introdujo esta técnica en España, desarrollándose fundamentalmente en la provincia de León, donde la presencia de la raza llamada "gallo de León" ha permitido disponer de plumas de excelente calidad para el montaje de estas moscas.
Un aparejo tradicional de mosca ahogada consta de 5 moscas, denominadas "rastro", "hundida", "semihundida", "semibailarina y "bailarina" El nombre de cada posición nos indica la profundidad en la que trabaja cada mosca: desde la más profunda (el rastro), hasta la bailarina (que se mueve prácticamente en la superficie).
Estas se montan sobre la línea o sedal principal según un orden específico, y eligiendo las moscas según varios factores (especialmente el momento de la temporada). Existen variantes, como los llamados aparejos de mosca "saltona", con moscas con costera y doble ala, usados para la pesca al sereno y para la pesca del reo. Actualmente, muchos pescadores sustituyen la mosca llamada rastro por una ninfa lastrada y/o sustituyen a la mosca "bailarina" por un tricóptero. También se montan aparejos con moscas ahogadas intercambiables, mediante nudos reversibles. Hoy en día, muchos pescadores han adaptado sus aparejos a las restricciones legislativas locales, debido al auge de la pesca sin muerte, empleando un menor número de moscas o anzuelos sin arpón.
Generalmente, los nombres de las moscas ahogadas tradicionales provienen del color del cuerpo y de la pluma, como por ejemplo en la ahogada "butano flor de escoba", que emplea para el cuerpo hilo Gütermann nº 350 (color butano) junto con pluma de riñonada de gallo de León de color pardo-flor de escoba. Hay más de 20 variedades de este pluma de gallo de León, con lo que la posibilidad de combinaciones es amplísima. La combinación de colores de cuerpo y pluma va a determinar su parecido con las diferentes especies de moscas, generalmente del grupo llamado efímeras, que comen las truchas. La elección de una u otra se basa fundamentalmente en el momento del año o en la presencia de eclosiones de alguna especie concreta en el momento de la pesca.
Las moscas ahogadas que caracterizan a esta técnica constan de las siguientes partes:
1. Un anzuelo de paleta del número 14, generalmente. También se montan en anzuelos de anilla, aunque se considera que navegan mejor las moscas ahogadas atadas en anzuelos de paleta. En este caso, se usa un trozo (hijuela o ramal) de sedal del calibre 0,14 o 0,16 mm.
2. Unas colas (cercos) de pluma de riñonada de gallo de León.
3. Un cuerpo hecho de hilo de seda o de hilo Güttermann.
4. Un anillado (o brinca), y opcionalmente una costera, hecho del propio hilo de montaje.
5. Un ala (o dos) de la misma pluma empleada para los cercos, en forma de abanico, muy característica.
6. Una cabeza formada por el atado del ala con el propio hilo de montaje y posteriormente barnizada.
7. Algunas moscas concretas incluyen una mitad superior del cuerpo hecha de pluma de cola de pavo real.

## Moscas ahogadas según el momento de la temporada
Como ya se ha mencionado, la elección de una u otra mosca depende en esencia del momento del año. Los pescadores suelen elegirlas por quincenas. Por supuesto, se adapta al ciclo real de eclosiones de insectos de cada temporada y de cada río, y al gusto de cada pescador. A nivel orientativo, se sugiere la siguiente distribución por quincenas:
- Primera quincena de marzo: pallareta, paja vieja indio brincado en amarillo limón, gris pardo corzuno, gris plomo indio, tabaco oscuro, paja vieja corzuno brincado en amarillo limón, verde de pueblo (indio acerado o pardo aconchado en ríos de montaña), morado (pardo langareto o indio acerado oscuro).
- Segunda quincena de marzo: ídem a la anterior.
- Primera quincena de abril: pardón, pallareta, sangre de toro, gris pardo corzuno, tostado claro, gris plomo indio, paja vieja indio con brinca color huevo, tabaco tostado, tostado canela, morado.
- Segunda quincena de abril: ídem a la anterior, excepto el pardón.
- Primera quincena de mayo: rosa palo, manteca, rosa indio claro, pallareta, sangre de toro (pardo aconchado y pardo corzuno), malva, falangista, paja vieja (indio y pardo corzuno) brincados en color huevo, sarnosa (macho, hembra y desgenerada), hormiga (común y de ala), lila indio, carne pardo, amarillo relinchón, butano flor de escoba, gris corzuno claro, caramelo pardo, salmón claro (indio y pardo), carne indio, verde aceituna indio, verde de pueblo (indio y pardo), oro viejo pardo.

- Segunda quincena de mayo: manteca, crema con costera, pallareta, sangre de toro (pardo aconchado), tostado claro, malva, falangista, paja vieja (indio y pardo corzuno) brincados en color huevo, sarnosas (macho, hembra y desgenerada), morado cardenal (indio y corzuno), tostado canela, butano flor de escoba, gris corzuno claro, amarillo prosarnosa, verde de pueblo (indio y pardo).
- Primera quincena de junio: manteca, rosa indio claro, pallareta, malva, falangista, paja vieja (indio y corzuno) brincadas en huevo, sarnosa (macho, hembra y desgenerada), hormiga (común y de ala), lila indio, carne pardo, amarillo relinchón, butano flor de escoba, gris corzuno claro, garbanzo pluma crema, salmón (fuerte o claro, con pluma parda o india), crema cristal, caramelo pardo, avispa, ahogado, amarillento pardo corzuno claro, carne indio, cascudo, verde aceituna indio, verde de pueblo (indio y pardo), oro viejo pardo, sangre de toro corzuno.
- Segunda quincena de junio: ídem a la anterior, más: rojo brinca negra y rosa palo.
- Primera quincena de julio: rosa indio claro, pallareta, paja vieja brincada en huevo (indio y pardo corzuno), hormigas común y de ala, carne pardo, butano flor de escoba, gris corzuno claro, garbanzo pluma crema, salmón (fuerte o claro, pardo o indio), crema cristal, avispa, bandera nacional, ahogado, amarillento pardo corzuno claro, carne indio, cascudo, verde de pueblo (indio y pardo), salmón claro pardo.
- Segunda quincena de julio: ídem a la quincena anterior, pero retirando: gris corzuno claro y garbanzo pluma crema.
- Ambas quincenas de agosto: rosa indio claro, pallareta, paja vieja brincada en huevo (indio y pardo corzuno), hormigas común y de ala, carne pardo, butano flor de escoba, salmón fuerte (pardo o indio), crema cristal, avispa, bandera nacional, ahogado, amarillento pardo corzuno claro, carne indio, cascudo, verde de pueblo (indio y pardo).
- Ambas quincenas de septiembre: pajareta o luneta
- Moscas saltonas para la pesca al sereno: versiones en doble ala de: carne, cascudo, hormiga de doble ala, pavo real, saltona común, sarnosa hembra, blanco culo marrón[4][2]...

## Pesca a mosca ahogada con sedal pesado o "cola de rata"

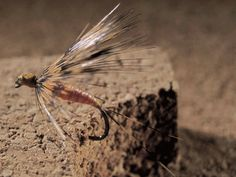
Mosca ahogada al estilo de León, donde se distinguen todos sus componentes: anzuelo, cercos, cuerpo, brinca, ala y cabeza.

Existe la opción de emplear moscas ahogadas con equipos de sedal pesado o "cola de rata", es decir, equipos convencionales para la pesca con mosca artificial. No obstante, en España es mucho menos frecuente. Las diferencias principales con la técnica leonesa son:
- El propio equipo, pues se emplea una caña, carrete y línea (sedal pesado) de pesca a mosca artificial. Generalmente se emplean cañas de 9-10 pies, combinadas con líneas 6-7 de cabeza lanzadora o asimétricas, de punta hundida o sumergibles (tipo WF o ST), para grandes ríos, lagos o embalses.
- Se emplean bajos de línea sumergibles, con una mosca ahogada (en ocasiones lastrada, e incluso se sustituye por una ninfa lastrada) en punta, y varias hijuelas o ramales de los que cuelgan dos o tres moscas ahogadas más.
- No se emplea el buldo o bulle d'eau; la propia masa de las moscas y la línea se emplea para lanzar.
- Las propias moscas son ligeramente diferentes, con cierta similitud a las moscas ahogadas tradicionales inglesas. Los anzuelos han de ser en este caso necesariamente de anilla para poder atarse al terminal, además de ser los cuerpos más finos y encontrarse el ala menos levantada (a unos 45 º) que en las moscas ahogadas de estilo leonés. En ocasiones incluyen variantes, como lastre con bolas de bronce o tungsteno, perlas nacaradas y otros materiales de montaje de moscas más modernos.
- En ocasiones, se emplean moscas ahogadas preparadas mediante diferentes materiales y técnicas de montaje de moscas a las de estilo tradicional de León. Es el caso de las moscas ahogadas clásicas inglesas, como por ejemplo la Partridge and Orange (montada con seda naranja y hackle blando de pluma de perdiz marrón), red tag o royal coachman en sus versiones ahogadas.[5]